# Taxandria marginata
Taxandria marginata är en myrtenväxtart som först beskrevs av Jacques-Julien Houtou de La Billardière, och fick sitt nu gällande namn av Judith Roderick Wheeler och Neville Graeme Marchant. Taxandria marginata ingår i släktet Taxandria och familjen myrtenväxter. Inga underarter finns listade i Catalogue of Life.

## Bildgalleri

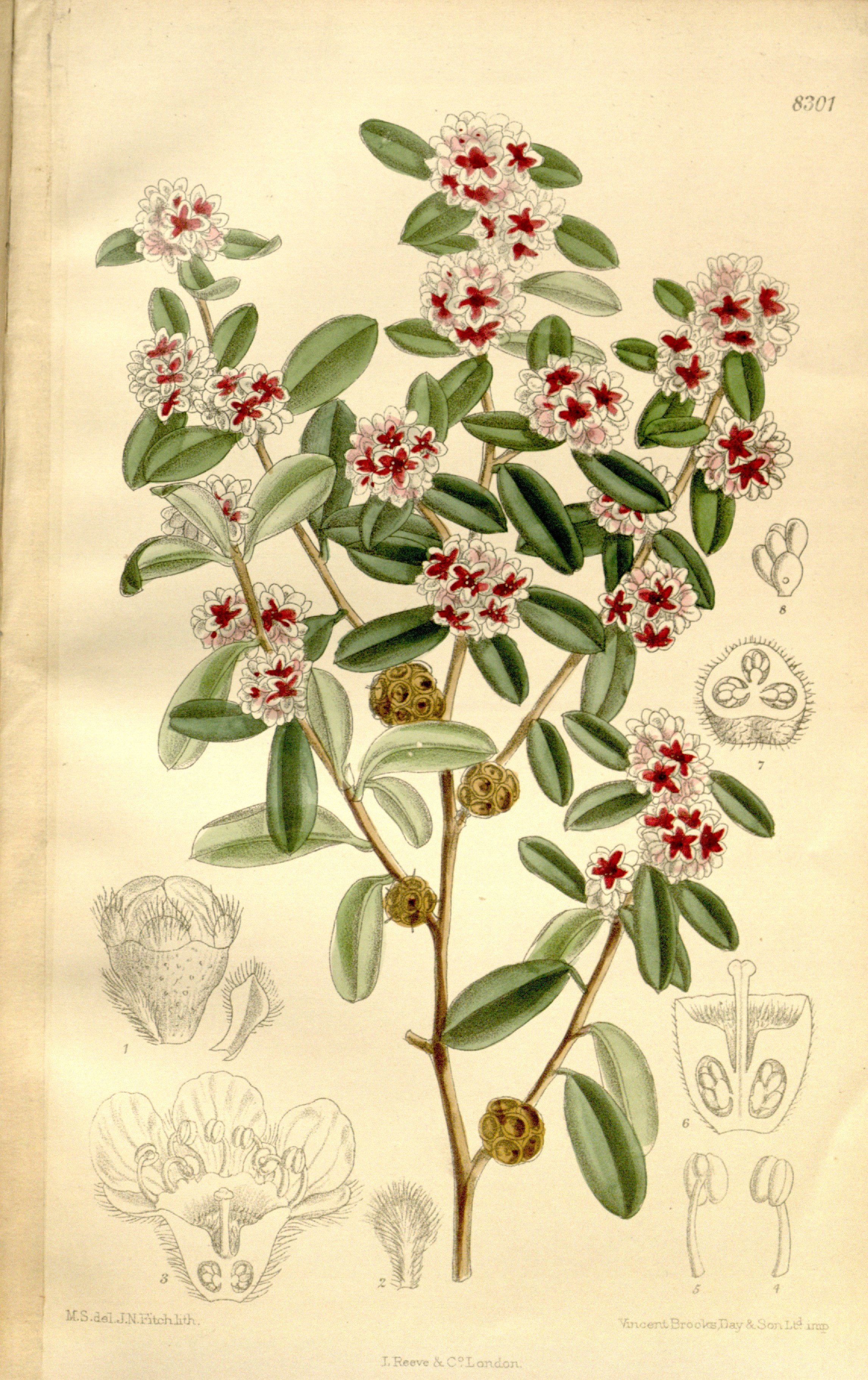